# Puchar Ameryki Południowej w narciarstwie alpejskim 2015
Sezon 2015 Pucharu Ameryki Południowej w narciarstwie alpejskim rozpoczął się 7 sierpnia w argentyńskim Chapelco. Ostatnie zawody z tego cyklu zostały rozegrane 24 września 2015 roku w argentyńskim kurorcie Cerro Castor. Zostało rozegranych 18 konkursów dla kobiet i 17 konkursów dla mężczyzn.

## Puchar Ameryki Południowej w narciarstwie alpejskim kobiet
Wśród kobiet Pucharu Ameryki Południowej broniła Noelle Barahona z Chile, która okazała się także najlepsza w sezonie 2015.
W poszczególnych klasyfikacjach tryumfowały:
- zjazd: Ania Monica Caill
- slalom: Salome Bancora
- gigant: Noelle Barahona
- supergigant: Noelle Barahona i  Cara Brown
- superkombinacja: Ester Ledecká

## Puchar Ameryki Południowej w narciarstwie alpejskim mężczyzn
Wśród mężczyzn Pucharu Ameryki Południowej bronił Słoweniec Klemen Kosi, który okazał się także najlepszy w sezonie 2015.
W poszczególnych klasyfikacjach tryumfowali:
- zjazd: Boštjan Kline
- slalom: Martin Anguita,  Tomas Birkner de Miguel,  Armand Marchant i  Federico Vietti
- gigant: Sebastiano Gastaldi
- supergigant: Josef Ferstl
- superkombinacja: Pawieł Trichiczew